# Karl Baueregger
Karl Baueregger (* 12. August 1919 in Kirchschlag in der Buckligen Welt; † 16. August 1975 in Oberpullendorf) war ein österreichischer Politiker (ÖVP) und Uhrmachermeister. Er war von 1966 bis 1969 Mitglied des Bundesrates und von 1969 bis 1975 Abgeordneter zum Landtag von Niederösterreich.

## Leben und Wirken
Baueregger absolvierte zwischen 1939 und 1945 den Militärdienst im Zweiten Weltkrieg, wobei er in Kriegsgefangenschaft geriet. Er besuchte die Lehranstalt für Uhrindustrie in Karlstein und legte 1947 die Meisterprüfung ab. Danach trat er in den Uhrmacherbetrieb seines Vaters ein, 1959 übernahm er diesen. Neben seiner beruflichen Tätigkeit als Uhrmachermeister in Kirchschlag engagierte sich Baueregger ab 1952 im Gemeinderat von Kirchschlag, zwischen 1955 und 1970 übte er das Amt des Bürgermeisters aus. Er war darüber hinaus zwischen 1954 und 1972 als ÖVP-Bezirksparteiobmann aktiv und hatte zahlreiche Kammer-Funktionen inne. Er vertrat die ÖVP zwischen dem 30. März 1966 und dem 19. Oktober 1969 im Bundesrat und war danach vom 4. Dezember 1969 bis zum 16. August 1975 Abgeordneter zum Niederösterreichischen Landtag.

## Auszeichnungen
- Goldene Medaille für Verdienste um die Republik Österreich[1]